# Площадь Красные Ворота
Пло́щадь Кра́сные Воро́та (в 1925—1941 годах — Красноворо́тская площадь, с 1941 по 1992 год — Ле́рмонтовская площадь) — известная с XVII века площадь на границе Красносельского и Басманного районов Москвы на внутренней стороне Садового кольца. Расположена между Садовой-Спасской и Садовой-Черногрязской улицами. С запада на неё выходит Мясницкий проезд, с юга — Боярский переулок и Хоромный тупик. На площади расположена станция метро «Красные Ворота». Построек с адресом площадь Красные Ворота не существует. Площадь получила своё современное название из-за находившихся на этом месте с 1709 по 1927 год триумфальных ворот.

## История
До начала XVIII века внутри и снаружи Земляного вала располагались огородные слободы. В границах вала была дворцовая слобода с Харитоньевской церковью, а снаружи — огороды Вознесенского монастыря. Ближайший проход через Земляной вал находился в башне Скородома возле Басманной улицы. Для местных жителей было неудобно и далеко добираться туда и они пробили проломные ворота в валу, сократив таким образом себе путь. Появившаяся в результате этого дорога вскоре стала Новой Басманной улицей.
В 1709 году на месте проломных ворот была воздвигнута деревянная триумфальная арка в честь Полтавской битвы, при которой произошёл решающий перелом в Северной войне. Официальное название нового сооружения было «Триумфальные ворота на Мясницкой улице у Земляного города», в народе же укоренилось наименование «Красные ворота». Существует несколько версий по поводу неофициального названия. По первой версии, слово красные подразумевало «красивые». По второй версии, слово «красные» надо понимать буквально, то есть ворота были выкрашены в красный цвет. Эту версию поставил под сомнение историк Владимир Муравьёв, сославшись на цветные изображения ворот XVIII века, где они покрашены в белый цвет. По последней версии, название просто указывало на то, что дорога, проходящая через них, вела в Красное село.

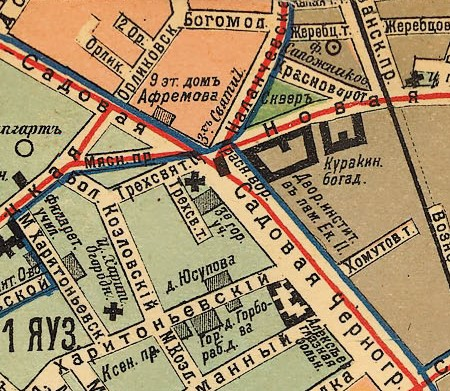
Район площади на карте 1913 года.

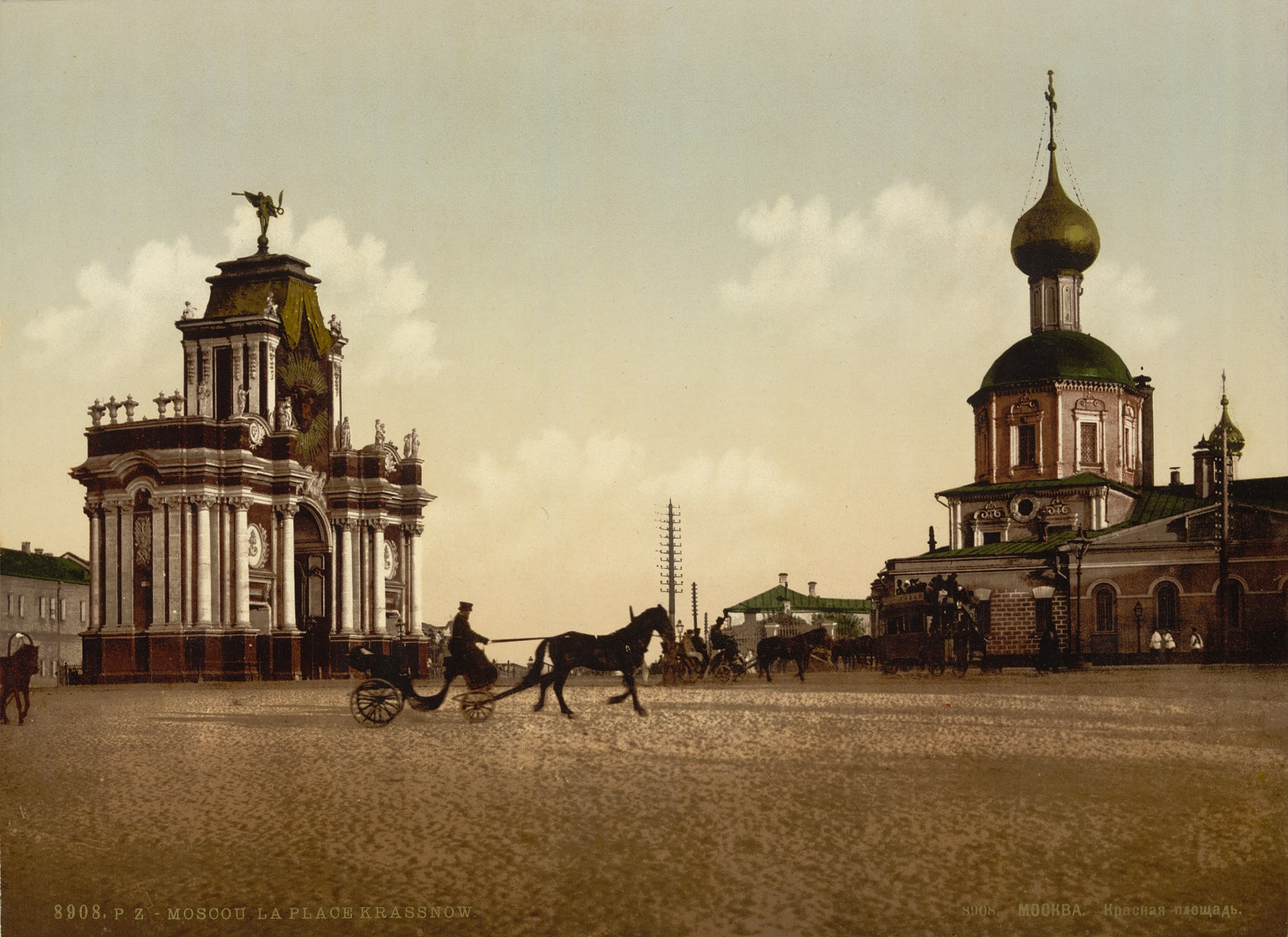
Красные ворота с триумфальной аркой и церковью Трёх Святителей в 1886 году. Фотохром Петра Павлова

Деревянные ворота несколько раз горели и отстраивались заново. Последние деревянные ворота на этом месте были возведены в 1742 году по проекту архитектора Михаила Земцова. Однако через шесть лет они тоже сгорели. В 1757 году по приказу Елизаветы Петровны ворота в стиле барокко были воссозданы из камня по проекту архитектора Дмитрия Ухтомского. Новые каменные ворота построили гораздо выше, чем предыдущие (их высота составила 26 метров), украсили лепниной и росписями на тему мужества и героизма. Также на ворота установили восемь статуй, символизировавших Мужество, Верность, Изобилие, Бодрствование, Экономию, Постоянство, Меркурия и Милость. Завершала композицию бронзовая статуя Фамы, держащая пальмовую ветвь и трубу.
В XIX веке ворота подверглись небольшим изменениям. В 1825 году в честь коронации Николая I портрет Елизаветы Петровны был заменён двуглавым орлом, а также вместо старого вензеля «Е» повесили новый «Н». В 1883 году во время венчания на царство Александра III воротам вернули вензеля Елизаветы.
В начале XX века, когда в Москве появилось трамвайное сообщение, одна из линий прошла через арку Красных ворот, что не понравилось апологетам старины.
В 1926 году ворота отреставрировали, однако уже на следующий год их, а также древнюю церковь Трёх Святителей (где крестили поэта Лермонтова), снесли как «мешающих проезду городского транспорта». 
В 1930-х годах при разработке проекта станции метро «Красные Ворота» архитектор Иван Фомин выполнил вестибюль станции в форме арки триумфальных ворот.
В 1925 году площадь официально стала называться Красноворотской. Такое название она носила до 1941 года, когда исполнилось сто лет со дня смерти поэта Михаила Лермонтова и её переименовали в Лермонтовскую.
В 1992 году площадь была разделена на две части: участку возле метро вернули историческое название «площадь Красные Ворота», а часть снаружи Садового кольца (со сквером и памятником Лермонтову) осталась Лермонтовской.

## Современность
В 2017 году в рамках программы благоустройства «Моя улица» площадь реконструировали. Был установлен гранитный бордюр, выложено более 10 тысяч квадратных метров плитки и смонтирована новая система освещения. Для гостей и жителей города установили две навигационные стелы, для пассажиров общественного транспорта возвели две современных остановки. Также площадь украсили 36 малых архитектурных форм. Все висящие в воздухе провода убрали в кабельную канализацию. Обновили и обычную канализацию — провели более двухсот метров водостока, установили дополнительно 32 канализационных люка и 18 дождеприёмников. Были отреставрированы фасады домов, смотрящих на площадь. Возле станции метро оборудовали пешеходную зону, для чего была изменена схема движения по близлежащим улицам, на Мясницкий проезд с внутренней стороны Садового кольца и на Садовую-Спасскую улицу с Боярского переулка запретили выезд. На освободившимся месте посадили более ста деревьев и почти 4500 кустарников.

## Дом Лермонтова
Район современной площади Красные Ворота стал известен не только благодаря уникальным воротам в стиле барокко. 3 октября 1814 года в доме генерал-майора Карла фон Толля напротив Красных ворот родился поэт Михаил Лермонтов. Крестили Лермонтова в церкви Трёх Святителей. Позднее жилое здание перестроили, а в 1891 году на нём была установлена памятная табличка, впоследствии переданная в коллекцию музея Лермонтова. Дом Лермонтова был снесён в 1927 году, а на его месте построено высотное здание. О жизни поэта в этом районе напоминают Лермонтовская площадь и одноимённый сквер, в котором в 1965-м был установлен памятник поэту работы скульптора Исаака Бродского.

## В массовой культуре
- Площадь Красных ворот, находящаяся на ней станция метро и близлежащие переулки являются действием ряда сцен рассказа Юрия Коваля «От Красных ворот» (1984).

## Галерея

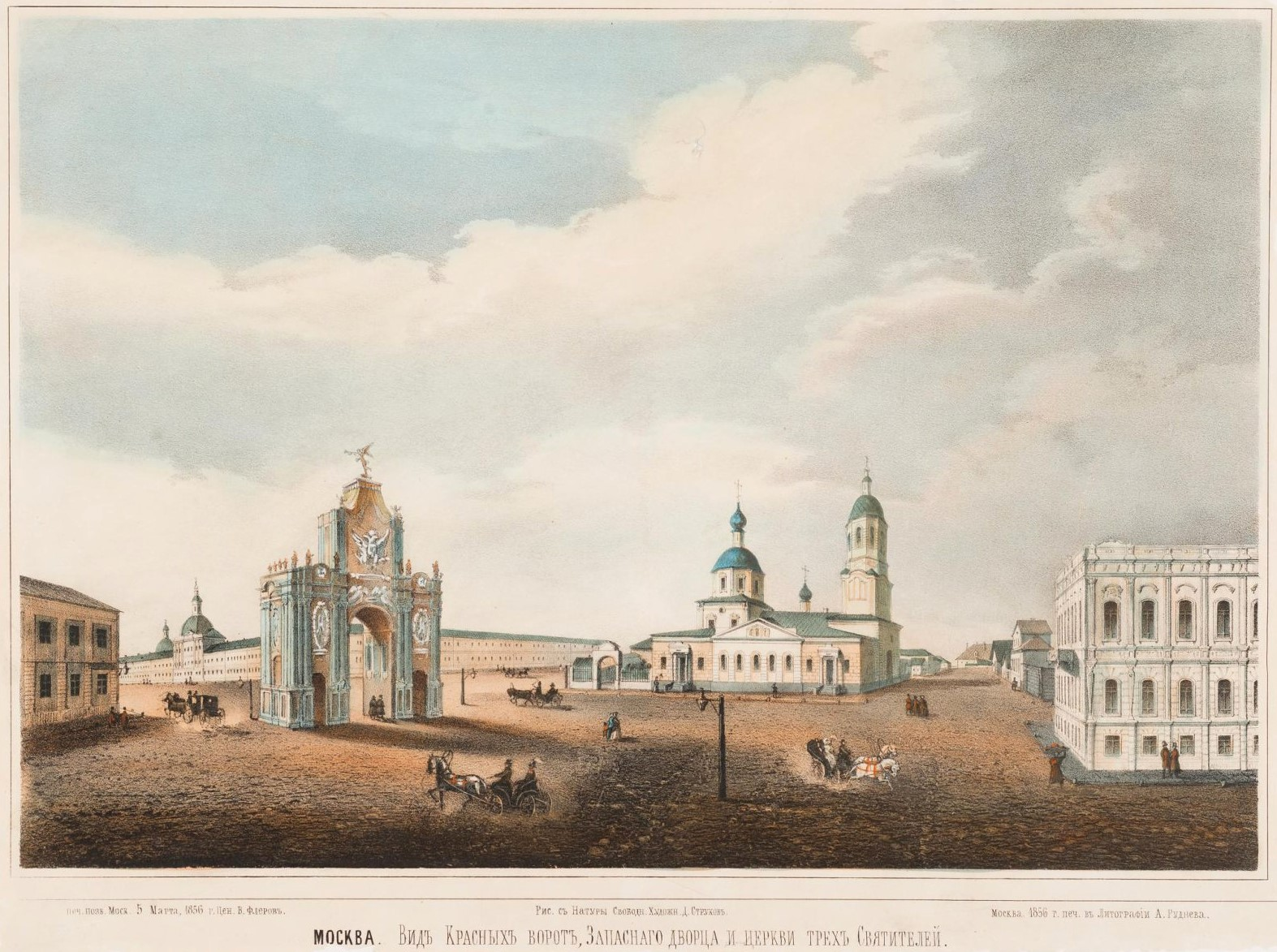
Площадь Красных ворот, литография 1856 года
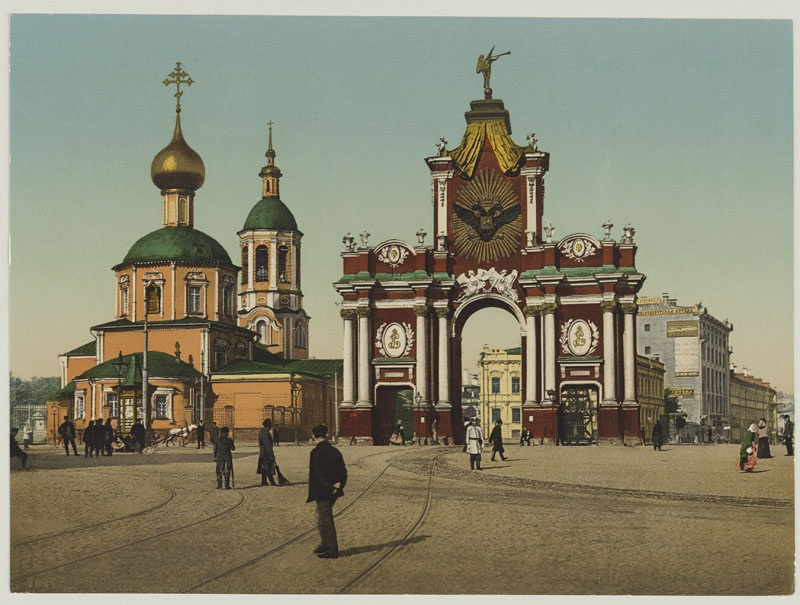
Красные ворота и церковь перед революцией
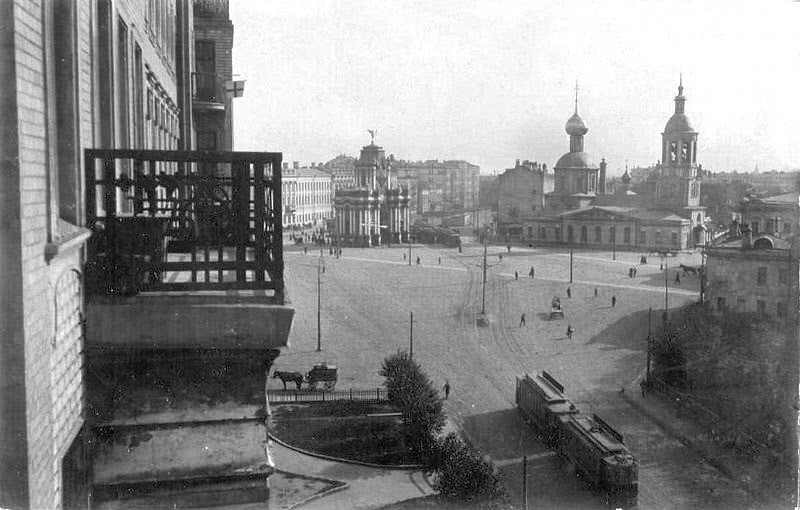
Площадь Красных ворот в 1916-1917 годах
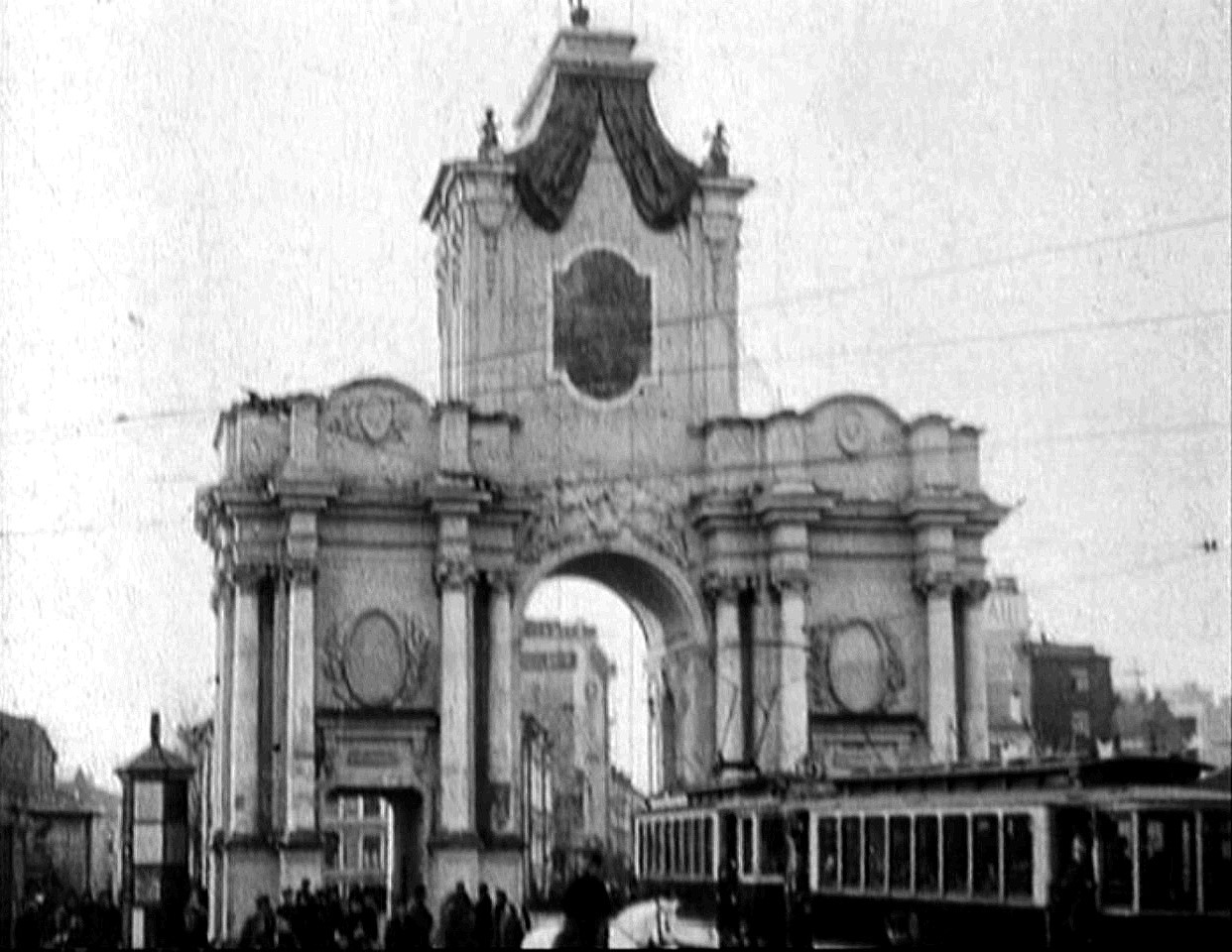
Красные ворота с проезжающим под ними трамваем, около 1926 года
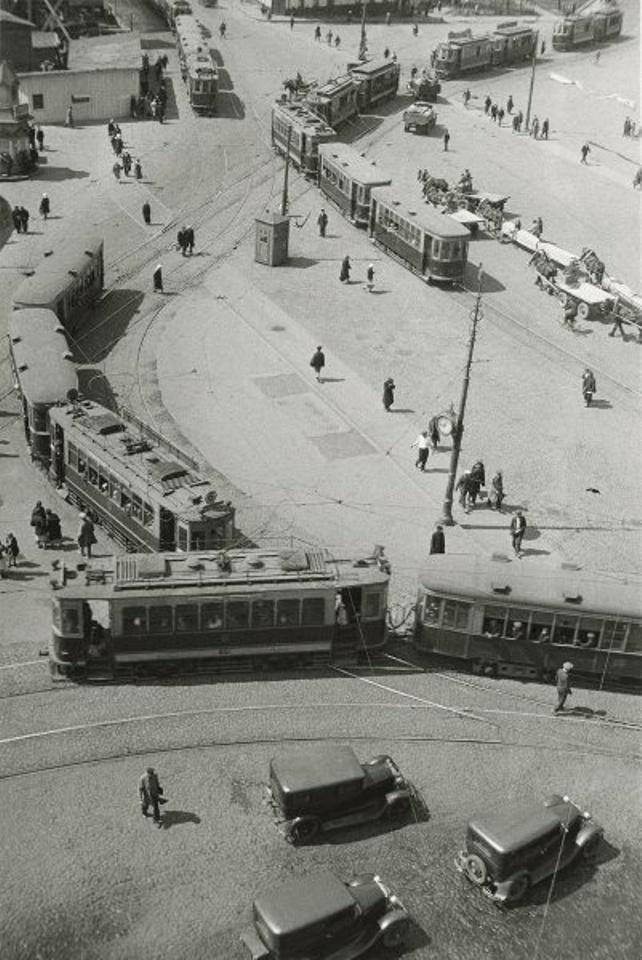
Площадь в 1932 году
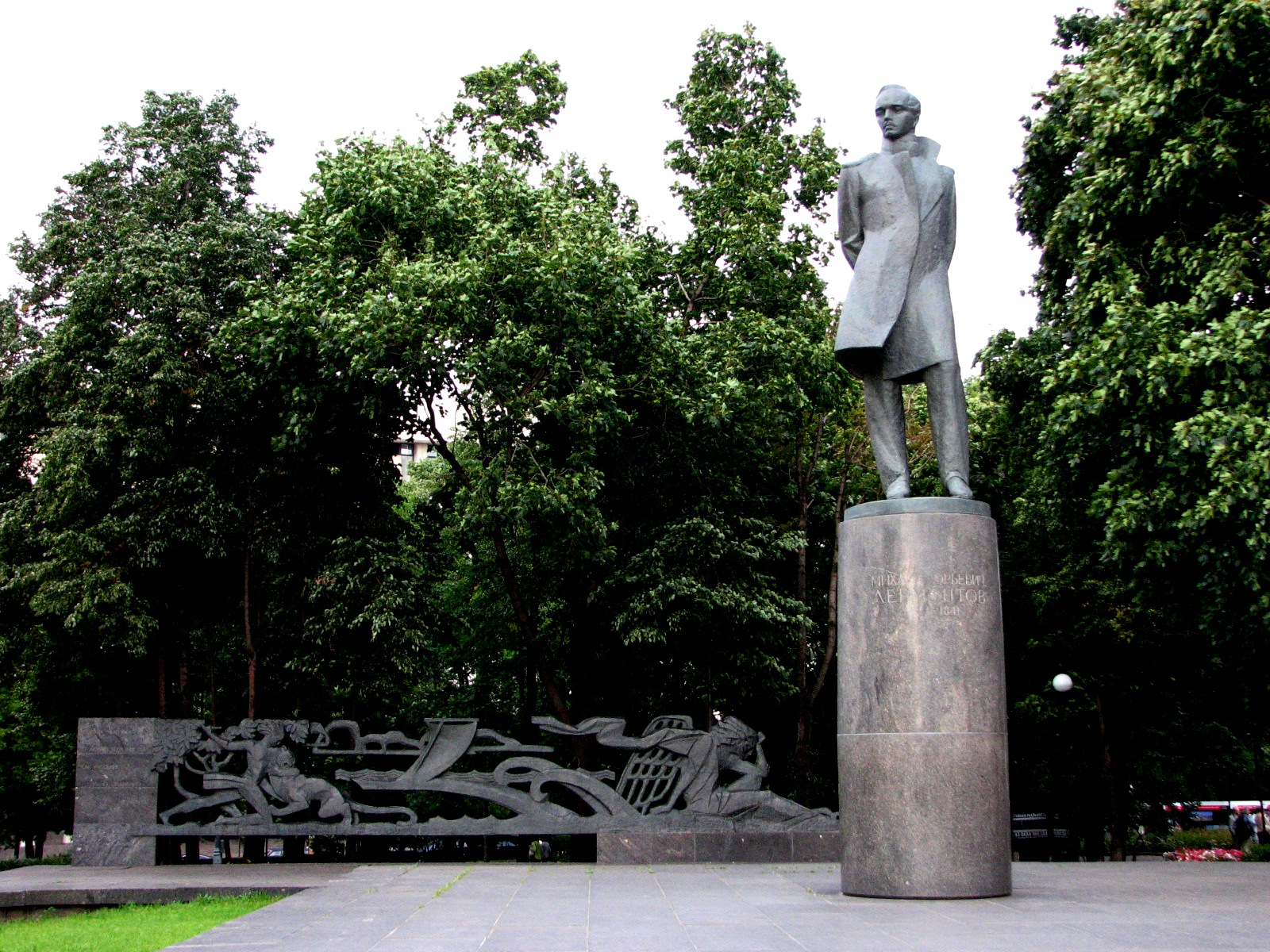
Памятник Михаилу Лермонтову, 2009 г.
Памятная доска на месте рождения Лермонтова, 2010 г.
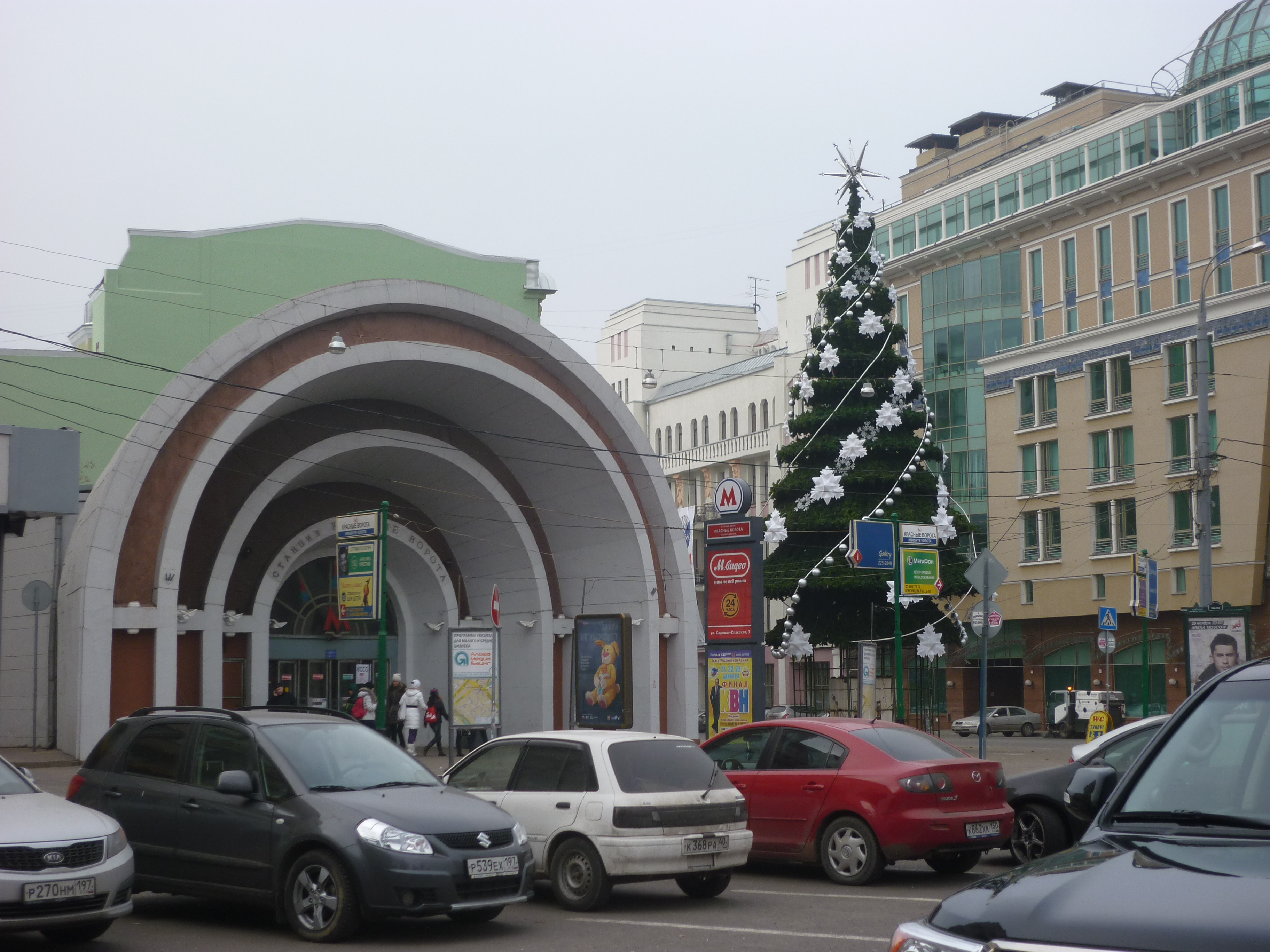
Вход в вестибюль станции метро «Красные Ворота», 2012 г.